# Louis Pautex
Louis Pautex, né le 18 avril 1883 et mort le 11 février 1931 à Uzès, est un athlète français spécialiste de la course de fond.

## Biographie
Il termine troisième du championnat de France de cross-country 1910 à Marseille . 
Il participe au marathon des Jeux olympiques de 1912 à Stockholm mais ne finit pas la course. Il est médaillé d'argent par équipes du Cross des nations en 1913.

## Palmarès
Quelques éléments de son palmarès :
- Participations aux Jeux olympiques d'été de 1912.
- Champion de France de marathon en 1912.

- Vainqueur du marathon de Marseille le 11 octobre 1903.
- Vainqueur du championnat du Littoral 1905 (le 12 février en 48 min 25 s)[4]

- Cross des nations :
  - Médaillé d'argent par équipes en 1913

### Records
| Épreuve  | Performance     | Lieu | Date |
| -------- | --------------- | ---- | ---- |
| Marathon | 2 h 36 min 19 s |      | 1913 |

## Hommages
Il y a un stade Louis-Pautex à Uzès où joue l'Entente sportive Uzès Pont du Gard.